# Ƙ
Cette page contient des caractères spéciaux ou non latins. S’ils s’affichent mal (▯, ?, etc.), consultez la page d’aide Unicode.
Ƙ (minuscule: ƙ), appelé K crosse ou K crocheté, est une lettre additionnelle de l'alphabet latin utilisée dans l'écriture du gera, du haoussa, du kirya, du kushi et du warji pour représenter un k éjectif (API: /kʼ/).

## Utilisation
Dans l'Alphabet phonétique international, ƙ est parfois utilisé pour représenter une consonne occlusive injective vélaire sourde qui est officiellement représentée par [ɠ̥] ou [ɠ̊].
Au Moyen Âge en vieux norrois, notamment dans le manuscrit AM 132 fol. du Möðruvallabók, une ligature de kſ avec une forme similaire au ƙ, ou plus fréquemment de ꝁẝ avec une forme de ƙ barré, a été utilisé comme signe abbréviatif pour konungs.

## Glyphes
Le Ƙ majuscule ‹ Ƙ › a traditionnellement la crosse à droite comme terminaison de la diagonale supérieure. Le Ƙ minuscule ‹ ƙ › a traditionnellement la crosse à gauche comme terminaison de l’ascendante ou hampe.

Formes du ‹ Ƙ › incorrecte à gauche avec la crosse sur la hampe, et correcte à droite avec la crosse sur la diagonale.
Formes du ‹ ƙ › incorrecte à gauche avec la crosse sur la diagonale, et correcte à droite avec la crosse sur la hampe.

## Représentations informatiques
Le K crosse peut être représenté avec les caractères Unicode suivants (latin étendu B) :
| formes    | représentations | chaînes de caractères | points de code | descriptions                     |
| --------- | --------------- | --------------------- | -------------- | -------------------------------- |
| capitale  | Ƙ               | Ƙ                     | U+0198         | lettre majuscule latine k crosse |
| minuscule | ƙ               | ƙ                     | U+0199         | lettre minuscule latine k crosse |

Il peut aussi être représenté dans d’anciens codages :
- ISO 6438 :
  - capitale Ƙ : C0
  - minuscule ƙ : D0